# Penelope ortoni
A Penelope ortoni a madarak osztályának tyúkalakúak (Galliformes) rendjébe és a hokkófélék (Cracidae) családjába tartozó faj.

## Rendszerezése
A fajt Osbert Salvin angol ornitológus írta le 1874-ben.

## Előfordulása
Dél-Amerika északnyugati részén, az Andok hegységben, Ecuador és Kolumbia területén honos. Természetes élőhelyei szubtrópusi és trópusi síkvidéki esőerdők. Állandó, nem vonuló faj.

## Megjelenése
Testhossza 58–63 centiméter.

## Életmódja
Kisebb méretű gyümölcsökkel és magokkal táplálkozik.

## Természetvédelmi helyzete
Az elterjedési területe nem nagy és a folyamatos intenzív élőhelyvesztés és vadászat következtében még csökken is, egyedszáma is gyorsan csökken. A Természetvédelmi Világszövetség Vörös listáján veszélyeztetett fajként szerepel.

## Külső hivatkozások
- Képek az interneten a fajról
- Xeno-canto.org - a faj hangja és elterjedési területe